# Panola (Oklahoma)
Panola est une census-designated place du comté de Latimer, dans l'État d'Oklahoma, aux États-Unis. En 2020, elle compte une population de 73 habitants.